# Tonna
Tonna er en kommune i Landkreis Gotha i den tyske delstat Thüringen med godt 2.900 indbyggere. Den er en del af Verwaltungsgemeinschaft Fahner Höhe, som har sin administration i bydelen Gräfentonna i Tonna.

## Beliggenhed
Kommunen ligger yderst mod nord i landkreisen, cirka 20 km nord for administrationsbyen Gotha, og 7 km øst for Bad Langensalza.

## Inddeling
Tonna består af to småbyer Gräfentonna og Burgtonna. I Gräfentonna er der en banegård på banelinjen fra Bad Langensalza til Erfurt.